# نقد ژانر
نقد ژانر (انگلیسی: Genre criticism) روشی در نقد بلاغی است که متون را بر حسب ژانر آن‌ها تحلیل می‌کند: مجموعه‌ای از انتظارات عمومی، قراردادها و محدودیت‌هایی که تولید و تفسیر آن‌ها را هدایت می‌کند. در بلاغت، نظریه نقد ژانر وسیله‌ای برای طبقه‌بندی و مقایسه مصنوعات از نظر ویژگی‌های صوری، محتوایی و زمینه‌ای آن‌ها فراهم می‌کند. منتقدان بلاغی با گروه‌بندی مصنوعات با دیگرانی که ویژگی‌های رسمی یا ضرورت‌های بلاغی مشابهی دارند، می‌توانند نحوه استفاده نویسندگان از قراردادها یا نادیده گرفتن قراردادها برای اهداف خود را روشن کنند؛ بنابراین نقد ژانر به یکی از روش‌شناسی‌های اصلی در نقد بلاغی تبدیل شده است.
منتقدان ادبی از زمان ارسطو از مفاهیم ژانر برای طبقه‌بندی گفتارها و آثار ادبی استفاده کرده‌اند که سه ژانر بلاغی را متمایز می‌کند: حقوقی یا قضایی، مشورتی یا سیاسی، و تشریفاتی یا اپیدیکتیک. از آن زمان، رویکردهای بلاغی به ژانر و درک اصطلاح «ژانر» به طرق مختلف تکامل یافته است. ژانرهای جدید برای اثربخشی بلاغی مورد مطالعه قرار گرفته‌اند - مانند خطبه‌ها، نامه‌ها، و ژانرهای غیرکلامی مانند کارتون‌های سیاسی، فیلم، و بناهای تاریخی. نقد ژانر معاصر بیشتر، درک ژانر را از طرق مختلف اصلاح کرده است.